# Francisco Alves
Francisco Alves là một đô thị thuộc bang Paraná, Brasil. Đô thị này có diện tích 321,898 km², dân số năm 2007 là 6447 người, mật độ 11,3 người/km².